# Pergalumna pseudomargaritata
Pergalumna pseudomargaritata är en kvalsterart som beskrevs av Sandór Mahunka 1994. Pergalumna pseudomargaritata ingår i släktet Pergalumna och familjen Galumnidae. Inga underarter finns listade i Catalogue of Life.